# Мазанувка
Мазанувка (пол. Mazanówka) — деревня в Бяльском повете Люблинского воеводства Польши. Входит в состав гмины Тучна. По данным переписи 2011 года, в деревне проживало 192 человека.

## География
Деревня расположена на востоке Польши, на расстоянии приблизительно 29 километров к юго-востоку от города Бяла-Подляска, административного центра повета. Абсолютная высота — 154 метра над уровнем моря. К югу от населённого пункта проходит национальная автодорога 63.

## История
По данным на 1827 год имелось 33 двора и проживало 206 человек. Согласно «Справочной книжке Седлецкой губернии на 1875 год» деревня входила в состав гмины Межилесь Бельского уезда Седлецкой губернии.
В период с 1975 по 1998 годы находилась в составе Бяльскоподляского воеводства.

## Население
Демографическая структура по состоянию на 31 марта 2011 года:
|         | Всего | До трудоспособного возраста | Трудоспособного возраста | Старше трудоспособного возраста |
| ------- | ----- | --------------------------- | ------------------------ | ------------------------------- |
| Мужчины | 104   | 26                          | 54                       | 24                              |
| Женщины | 88    | 22                          | 34                       | 32                              |
| Всего   | 192   | 48                          | 88                       | 56                              |